# Omnibusy w Szczecinie
Omnibusy w Szczecinie – pierwszy w historii Szczecina system miejskiego publicznego transportu zbiorowego. Uruchomiony został w 1861 r., a zlikwidowany prawdopodobnie ok. 1880 r., czyli już po otwarciu tramwaju konnego.

## Historia
Pionierem komunikacji omnibusowej w Szczecinie był prawdopodobnie A.M. Hammerstein. Pierwsza linia trolejbusowa została uruchomiona 3 lub 4 maja 1861 r. i połączyła Kohlmarkt na Starym Mieście (Targ Węglowy, dziś część ul. Grodzkiej) z browarem Johannisberg przy Warsower Strasse 101 (dziś ul. Zygmunta Krasińskiego). Niedługo potem powstała linia do etablissementu Tivoli przy Heinrichstrasse 20 (dziś ul. Ofiar Oświęcimia), a także do miejscowości Grabow i Frauendorf. W 1872 r. omnibusy połączyły Neumarkt z kompleksem Bethanien, a cztery lata później Königstor z Nemitzer Friedhof. W 1868 r. powstała jeszcze linia łącząca Lastadie z Kohlmarktem. Na liniach do Grabow i Frauendorf omnibusy kursowały co 15 minut, a na pozostałych co 30 minut. W 1880 r. pojawiła się kolejna linia, od Schneckentor do Pommerensdorfu. 